# Classe Bung Tomo

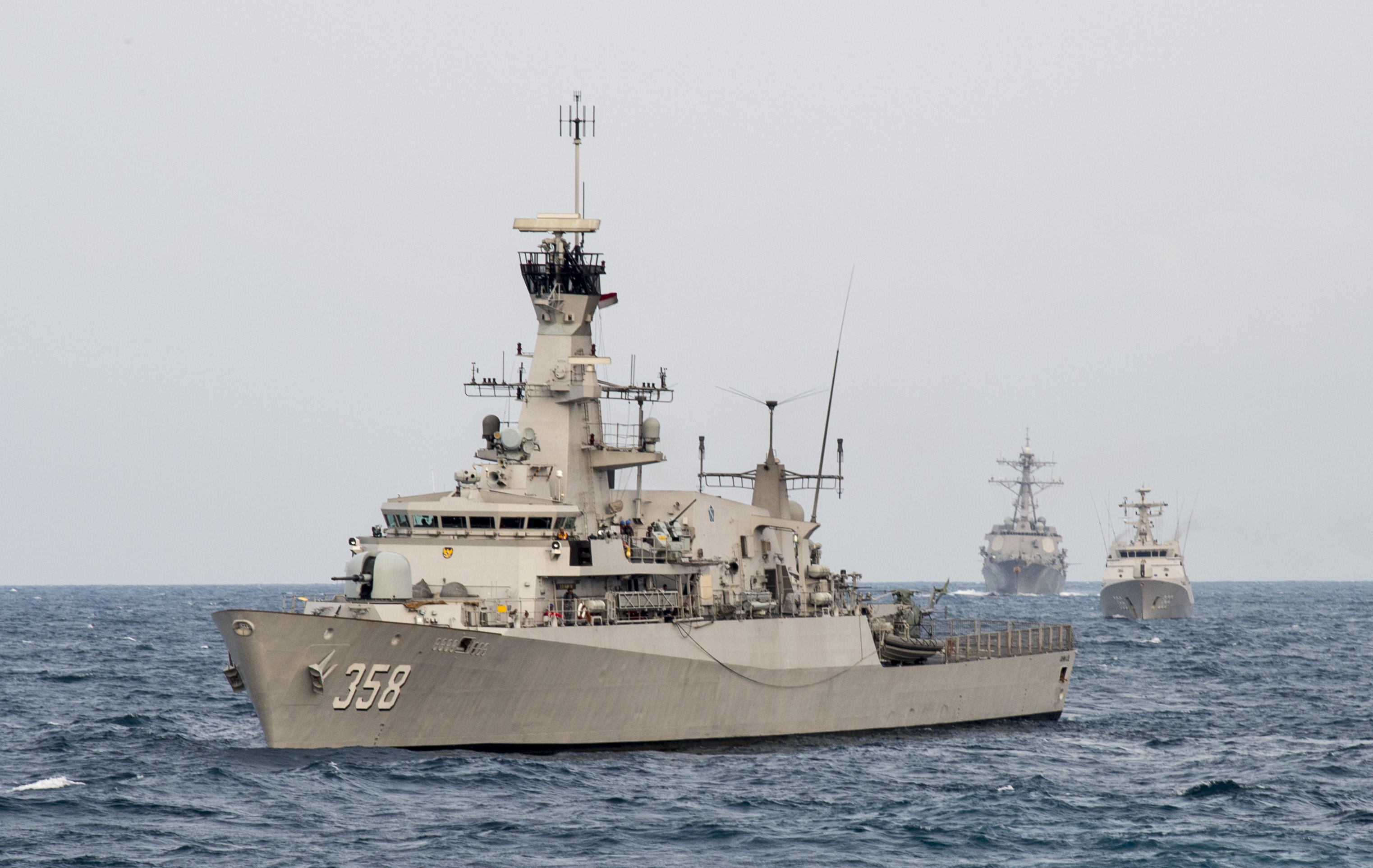
Le KRI John Lie (358)

La classe Bung Tomo  est une classe de corvettes de la marine indonésienne. Elle est nommée d'après Sutomo, un dirigeant nationaliste lors de la bataille de Surabaya en novembre 1945, familièrement appelé "Bung Tomo" ("camarade Sutomo"). Elle comprend 3 navires construits par le constructeur britannique BAE Systems Marine :
- KRI Bung Tomo (357) (en),
- KRI John Lie (358) (en),
- KRI Usman-Harun (359) (en).

À l'origine, ces corvettes avaient été construites pour la marine royale de Brunei sous le nom de "Nakhoda Ragam", un légendaire navigateur malais. Le contrat avait été attribué à GEC-Marconi (en) en 1995. Les navires, une variante du modèle F2000, furent  successivement lancés en janvier et juin 2001 et juin 2002 dans les chantiers de BAE Systems Marine (en) à Scotstoun, Glasgow. Le client les refusa et l'affaire alla en arbitrage. Elle fut réglée en faveur de BAE Systems et les navires furent remis à Royal Brunei Technical Services en juin 2007.
En 2007, Brunei demanda aux chantiers navals German Lürssen de trouver un nouvel acquéreur pour les navires. En novembre 2012, on annonça la signature d'un mémorandum d'entente entre l'Indonésie et le Royaume-Uni pour l'achat des navires au cinquième de leur coût initial. Ils sont finalement entrés en service dans la marine indonésienne en 2014.
Les navires sont armés avec des missiles anti-navire MBDA Exocet Block II, des missiles anti-aérien MBDA Seawolf, des canons Oto Melara de 76 mm, 2 tubes lance-torpille, 2 canons de 30 mm et d'un hélicoptère Aérospatiale AS565 Panther pour la lutte anti-sous-marine.